# Arnuero
Arnuero là một đô thị thuộc cộng đồng tự trị Cantabria, Tây Ban Nha.

## Biến động dân số
| 1900  | 1910  | 1920  | 1930  | 1940  | 1950  | 1960  | 1970  | 1980  | 1990  | 2000  | 2005  |
| ----- | ----- | ----- | ----- | ----- | ----- | ----- | ----- | ----- | ----- | ----- | ----- |
| 1.565 | 1.664 | 2.007 | 1.974 | 2.117 | 2.103 | 2.151 | 1.937 | 1.802 | 1.848 | 1.783 | 1.956 |

Fuente: INE

## Các thị trấn
- Arnuero (Thủ phủ)
- Castillo Siete Villas
- Isla e Isla Playa
- Soano